# Palamocladium euchloron
Palamocladium euchloron là một loài Rêu trong họ Brachytheciaceae. Loài này được (Bruch ex Müll. Hal.) Wijk & Margad. mô tả khoa học đầu tiên năm 1960.